# Estació de Penitents
Penitents és una estació de la L3 del Metro de Barcelona situada sota l'avinguda de Vallcarca al districte de Gràcia de Barcelona i es va inaugurar el 1985.
| Metro de Barcelona     |           |                                              |               |                        |
| Procedència/Destinació | <         | Línia                                        | >             | Procedència/Destinació |
| Zona Universitària     | Vallcarca | Logotip de la Línia 3 del metro de Barcelona | Vall d'Hebron | Trinitat Nova          |

## Accessos
- Avinguda de Vallcarca